# 广兴镇 (射洪市)
广兴镇，是中华人民共和国四川省遂宁市射洪市下辖的一个乡镇级行政单位。

## 行政区划
广兴镇下辖以下地区：
螺湖社区、新场村、白衣庵村、六龙观村、金鱼桥村、长沟村、万安村、建新村、永丰村、蔚兰桥村、龙滩村、猫儿坝村、浩志村、武南村、金河村、金田村、寒泉寺村、官桩村、合江村、龙宝村、塔子山村、涪东村和于家坝村。